# Śródstopie

Śródstopie człowieka

Śródstopie łac. metatarsus) – metapodium kończyny tylnej kręgowców. Każda kość śródstopia ma długi trzon i dwa powiększone końce. Podstawa kości śródstopia łączy się za pomocą stawów z kośćmi stępu. Zakończenia kości śródstopia łączą się za pomocą stawów z odpowiadającymi im palcami stopy.
Numerację kości śródstopia od 1 do 5 zaczyna się od kości leżącej najbardziej przyśrodkowo. Pierwsza kość śródstopia jest krótsza i bardziej wytrzymała niż pozostałe. Jest połączona z pierwszym palcem stopy, czyli paluchem.

## Galeria – śródstopie człowieka

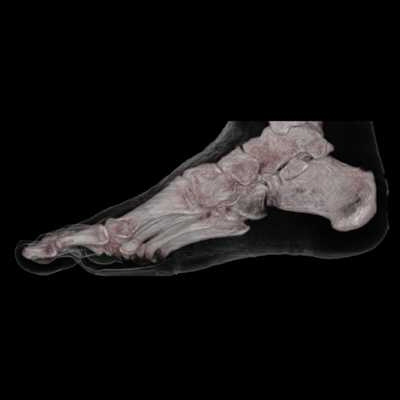
Skan 3D tomografii komputerowej stopy
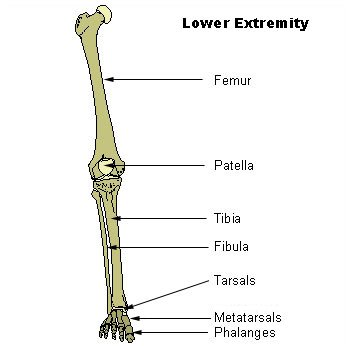
Kościec kończyny dolnej
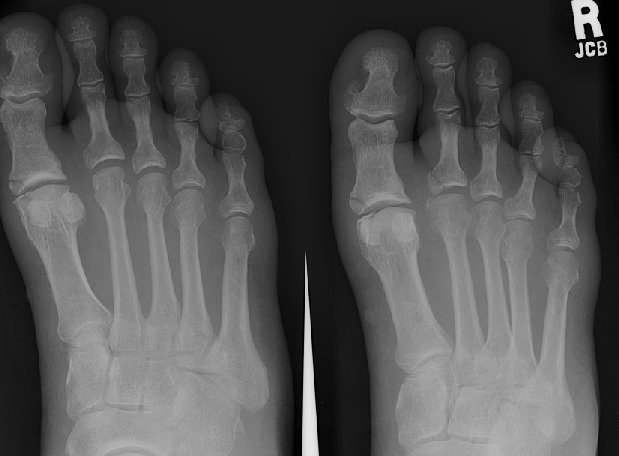
Zdjęcie rentgenowskie stopy
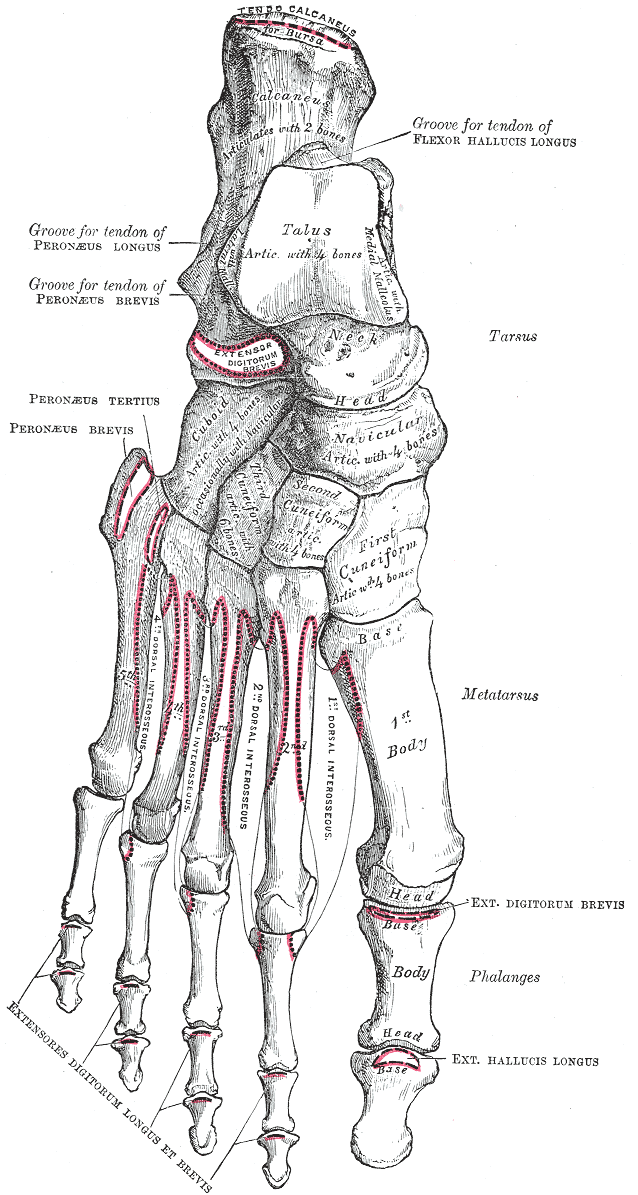
Kości stopy prawej. Powierzchnia grzbietowa
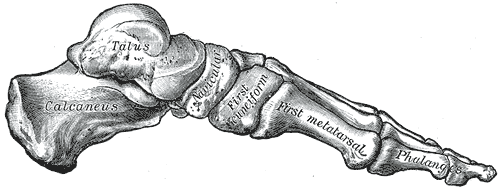
Szkielet stopy. Widok przyśrodkowy
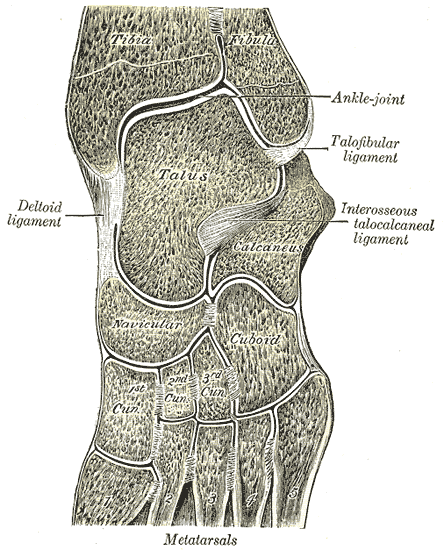
Skośny przekrój przez stawy